# チリボタン
チリボタン（散牡丹、学名：Spondylus cruentus）は、イタヤガイ目ウミギクカイ科に属する二枚貝。

## 特徴
本種は中国や日本（東北中部以南～沖縄）の、水深20m以浅の潮間帯の岩礁に生息する。殻長・殻高は5-6cmほど。右殻は左殻よりも大きく、岩や礫、他種の貝などといった基質に固着するために成長脈が板状にそびえており、色彩も白っぽい。左殻は和名の由来ともなっている牡丹の花びらのような放射肋と呼ばれる鮮やかな突起が多数見られる。色彩変異が知られているが、濃朱色の個体が一般的である。

## 利用
食用、収集。

## その他
日本貝類学会の連絡誌「ちりぼたん」は本種の名前を冠したものである。